# Kuldioxid
Det kemiske stof kuldioxid, CO2 (også carbondioxid (Kemisk Ordbog) eller, på ældre dansk i henhold til Ørsteds dansksprogede nomenklatur, kultveilte) er et molekyle, med et kulstofatom og 2 oxygenatomer.
Ved atmosfærisk tryk kan kuldioxid kun findes i to tilstandsformer; som en gas, og ved temperaturer under -78,5 °C et fast stof, der ligner fin, tætpakket sne. På grund af den "manglende" væske-tilstand omtales dette faste kuldioxid som tøris, da det direkte omdannes til gas ved fordampning. Væskeformen findes, men den opstår kun ved tryk over 5,1 atm. Dette udnyttes ved opbevaring af kuldioxid på trykflaske.

## Farer
Kuldioxid er tungere end luft og i høje koncentration kan den fortrænge luftens ilt. Den er uden lugt og kan medføre døden ved kvælning grundet iltmangel.  Der opleves dog først væsentlige fysiologiske effekter, herunder forøget respiration (forpustet, stakåndethed) og narkotisk virkning 
En kulsyreslukker må aldrig tømmes ind i en beholder, hvor der kan være brandfarlige dampe, eksempelvis benzin, i et misforstået forsøg på at gøre atmosfæren ”sikker”. Det er livsfarligt. Der dannes gnister, som kan antænde dampene og medføre eksplosion 

## Forbrænding
Kuldioxid dannes ved forbrænding, oxidation af organisk materiale som fossile brændstoffer og andet organisk materiale, når der er tilstrækkelig ilt (oxygen) tilstede.
Hvis der er iltunderskud, kan der dannes kulmonooxid.

## Respiration og fotosyntese
Ved respiration omdannes kulhydrater under optagelse af ilt til kuldioxid og vand. Respirationen foregår i alle levende organismer. Hos mennesker og dyr udåndes kuldioxid via lungerne. Et menneske udånder ca. 450 L kuldioxid svarende til 900 gram pr. dag.
Respirationsligningen: C6H12O6 + 6 O2 → 6 CO2 + 6 H2O
Planter optager kuldioxid ved fotosyntese og omdanner kuldioxid og vand til kulhydrater. 
Fotosynteseligningen: 6 CO2 + 6 H2O → C6H12O6 + 6 O2
Kuldioxid er i dag til stede i Jordens atmosfære i en koncentration på ca. 0,04 % (400 ppm) i den tørrede luft.  Koncentrationen er stigende, og er tiltaget med 40% siden industrialiseringen startede. 
Luftens indhold varierer lidt med årstiden. Luftarten virker som en drivhusgas. Kuldioxid indgår i et stort kredsløb. Luftens indhold af kuldioxid er i ligevægt med hydrosfærens indhold af kuldioxid. Hydrosfærens stigende kuldioxidindhold medfører en ændring af pH kaldet forsuring. Verdenshavenes forsuring omtales som "det andet kuldioxid-problem".